# Чвома
Чвома — річка в Україні у Болградському районі Одеської області. Права притока річки Нерушай (басейн Дунаю).

## Опис
Довжина річки приблизно 11,76 км, найкоротша відстань між витоком і гирлом — 11,53  км, коефіцієнт звивистості річки — 1,02. Формується декількома струмками та загатами. На деяких ділянках річка пересихає.

## Розташування
Бере початок на південно-східній стороні від села Виноградівка. Тече переважно на південний схід через села Надія, Спаське і у селі Струмок впадає в річку Нерушай, ліву притоку дунайського гирла Мурза.

## Цікаві факти
- У селі Спаське річку перетинає автошлях М15[3] (автомобільний шлях міжнародного значення на території України, Одеса — Рені — кордон із Румунією.)
- На річці існують водокачка, газгольдери та газові свердловини[2].